# Конрад VII Белый
Конрад VII Белый (пол. Konrad VII Biały, нем. Konrad VII. von Oels; около 1390 — 14 февраля 1452, Вроцлав) — князь Олесницкий, Козленский, Бытомский и Сцинавский (1416—1427, с братьями), Козленский и Бытомский (1427—1450), Олесницкий (1439—1450), Сцинавский (1444—1450) и Волувский (1449-1450).

## Биография
Представитель силезской линии польской династии Пястов. Четвертый сын Конрада III Старого (1354/1359 — 1412), князя олесницкого (1403—1412), и Гуты, происхождение которой неизвестно.
В молодости Конрад Белый находился при польском королевском дворе в Кракове, где исполнял обязанности пажа Анны Цельской, второй жены Владислава Ягелло. Вопреки позиции своего отца, Конрад Белый в 1409 году покинул краковский двор и поддержал Тевтонский орден, в 1410 году принял участие в битве под Грюнвальдом, во время которой попал в польский плен. В июне 1411 года Конрад Белый был выкуплен из польского плена своим братом Конрадом V Кацким. После своего освобождения из плена Конрад Белый перестал поддерживать орден и в 1414 году вместе с Конрадом V и другими князьями участвовал на стороне Польши в войне против Тевтонского ордена, принимая личное участие в кампании на стороне польского короля.
В 1416 году в результате первого формального раздела отцовских владений Конрад VII Белый получил во владение Козле и Бытом, но фактически братья управляли четырьмя княжествами совместно. В мае-июне того же года Конрад Белый с братьями находился в Мальборке, столице Тевтонского ордена. 9 июня того же года князья олесницкие Конрад IV Старший, Конрад V Кацкий и Конрад VII Белый заключили с великим магистром Тевтонского ордена Михаэлем Кюхмайстером фон Штернбером договор, направленный против Польши и Литвы.
В декабре 1420 года князь Конрад Белый участвовал в коронации германского императора и венгерского короля Сигизмунда Люксембургского чешской короной в Праге. В сентябре 1421 года князья Конрад VII Белый и Конрад V Кацкий в Олеснице заключили между собой соглашение, в котором допускали друг друга к власти в своих уделах и урегулировали вопрос взаимного наследования.
В марте 1423 года Конрад Белый участвовал в Пресбургском съезде, организованном германским императором и чешским королем Сигизмундом Люксембургским, направленном против Польского королевства, поддерживающего чешских гуситов.
В марте 1424 года Конрад VII Белый вместе с братом Конрадом V Кацким участвовал в краковском съезде монархов (по случаю коронации новой польской королевы Софии Гольшанской).
3 сентября 1427 года умер князь Конрад VI Декан. После этого братья решили формально разделить свои владения, фактически по-прежнему управляя ими совместно. Конрад VII Белый получил Козле и половину Бытома, Конрад V Кацкий получил в единоличное правление Олесницу, а младший из братьев Конрад VIII, оставаясь рыцарем Тевтонского ордена, формально стал единоличным правителем половины Сцинавы.
В 1429 году князь олесницкий Конрад Белый становится придворным венгерского короля Сигизмунда Люксембургского и получает жалованье в размере 2000 венгерских гульденов.
В 1430 году гуситы захватили Бытом. Претендент на чешский трон от гуситов Сигизмунд Корибутович занял Гливице и сделал этот город своей штаб-квартирой. В апреле 1431 года Конрад Белый отбивает Гливице у гуситов (вероятно, при содействии князя Казимира Освенцимского). В 1431—1433 годах гуситы совершали разорительные набеги на владения Конрада Белого и его братьев (в том числе на Козле, Бытом, Гливице, Немчу, Милич, Прусице, Виньско, Тшебницу, Любенж и Олесницу).
В апреле 1433 года князь Конрад VII Белый участвовал в съезде в Калише с польским королем Владиславом Ягелло. Конрад Белый вместе с братьями Конрадом V, Яном I Жаганьским и Генрихом IX Старший Глогувским заключили союз с Польшей и обещали предоставить военную помощь в предполагаемом польско-гуситском походе против Тевтонского ордена. В июне 1433 года Конрад Белый предоставил военную помощь (возможно лично участвовал) в польско-гуситской экспедиции в Гданьское Поморье и Новую Марку.
В сентябре 1435 года Конрад VII Белый вместе с братьями во Вроцлаве принес ленную присягу германскому императору и чешскому королю Сигизмунду Люксембургскому.
В декабре 1437 года после смерти Сигизмунда Люксембургского началась борьба между Ягеллонами и австрийским герцогом Альбрехтом Габсбургом за власть в Венгрии и Чехии. Князья Конрад IV и Конрад V, братья Конрада Белого, поддержали претензии Альбрехта на чешский престол.
В 1438 году Конрад VII Белый поддерживает польскую династию Ягеллонов в борьбе за чешский трон. Осеннее вторжение польского короля Владислава III в Чехию закончилось безрезультатно. Польские войска совершают ряд опустошительных набегов на владения силезских Пястов. В ноябре того же года Альбрехт Габсбург с войском вступил в Силезию и получил оммаж от большинства силезских князей (кроме Конрада, который, однако, вынужден был подчиниться его власти).
В 1439 году умер князь Конрад V Кацкий. На основании соглашения 1421 года Конрад VII Белый завладел Олесницким княжеством, отстранив от наследования сыновей Конрада V Конрада IX Черного и Конрада X Белого. После своего другого брата Конрада VIII Младшего около 1444 года Конрад Белый завладел также и Сцинавой, а в августе 1447 года он унаследовал Конты-Вроцлавске и Берутув после смерти Конрада IV Старшего. В 1449 году умерла Маргарита, вдова Конрада Кацкого, и Конрад VII продолжил политику присоединения владений своих братьев, завладев Волувом. Это переполнило чашу терпения его племянников Конрада IX Черного и Конрада X Белого. Они подняли восстание против дяди и взяли его в плен. Конрад VII Белый вместе с женой был заключен сначала в замке в Олеснице, а затем в Прусице. Благодаря вмешательству германского короля Фридриха III Конрад Белый с женой был освобожден из заключения, но ни одно из его владений не было ему возвращено. Он поселился во Вроцлаве, где и скончался 
14 февраля 1452 года.

## Семья
Конрад Белый был дважды женат. До 2 февраля 1437 года он женился на Катарине, происхождение которой не известно. После её смерти до 20 июня 1449 года, он вторично женился до 7 марта 1450 года на неизвестной женщине. Оба брака были бездетными.